# Jordi Folch i Pi
Jordi Folch i Pi (Barcelona, 25 de març de 1911 - Boston, Massachusetts, els Estats Units, 3 d'octubre de 1979) fou un bioquímic català.
És reconegut universalment com un dels fundadors del camp de la química estructural de lípids complexos. Va investigar sobre lipoides cerebrals i sobre tècniques microquímiques i sobre l’àcid làctic. Ha demostrat la presència d’aminoàcids a la molècula de lipoides com les cefalines.
És fill del poeta Rafael Folch i Capdevila i de Maria Pi Ferrer. Germà de Frederic Folch i Pi, Núria Folch i Pi i d'Albert Folch i Pi.

## Biografia

### Formació a Barcelona
Fill d'un poeta i d'una mestra, estudià al Liceu Francès de Barcelona, on es graduà el 1927. El 1932 es llicencià en medicina a la Universitat de Barcelona després de treballar com a intern a la clínica del doctor Antoni Trias i Pujol. Alhora va estudiar a l'Institut de Fisiologia de Barcelona fundat pel seu oncle August Pi i Sunyer i per Jesús Maria Bellido i Golferichs; va treballar d'assistent d'un cosí seu, Cèsar Pi-Sunyer i Bayo, amb qui va publicar quatre articles sobre la síntesi de glicogen en alemany, francès, anglès i espanyol. També va estudiar la glucosa en la sang i el metabolisme de l'àcid làctic, sota la direcció del seu mentor científic, el professor Rossend Carrasco i Formiguera. Ell va ser la persona que l'encoratjà especialment en la seva investigació en el terreny de la fisiologia i en qüestions clíniques, particularment pel que fa a problemes metabòlics. Gràcies als contactes de Carrasco, el bioquímic Francesc Duran i Reynals el va cridar perquè anés com a assistent investigador a l'Institut Rockefeller de Nova York el 1936. Per insistència dels seus germans Núria i Albert Folch i Pi (que s'havien exiliat a Mèxic, mentre que un altre germà, Frederic, passà uns mesos a la presó en tornar de França), va decidir romandre als Estats Units un cop acabada la Guerra Civil Espanyola.

### Investigació als Estats Units
Jordi Folch i Pi va ser acceptat com a assistent investigador a l'Institut Rockefeller el 1936. El 1937 fou nomenat assistent de ple dret i després associat al personal científic al departament de Donald van Slyke a l'Hospital de l'Institut Rockefeller d'Investigació Mèdica. D'antuvi se li va assignar un projecte amb Irvine Page sobre els trastorns de l'hormona de la pituïtària, encarregant-se d'analitzar-hi el paper dels lípids plasmàtics. Aviat es va adonar que l'extracció habitual dels lípids amb èter de petroli donava problemes quan l'extracció no era quantitativa i que l'extracte contenia contaminants no lípids. Aleshores va idear un procediment en què precipitava els lípids i les proteïnes amb ferro col·loidal i eliminava la majoria dels components no lipídics amb aigua, i va resoldre el problema de la contaminació.
Durant aquestes primeres investigacions va signar un document amb Van Slyke proposant un mètode manomètric innovador d'anàlisi de carboni. L'ús d'aquest nou mètode, que es caracteritza per l'aïllament de la cefalina del teixit cerebral després dels treballs de Johannes Thudichum (fundador de la neuroquímica estructural en el segle xix) va ser considerada com a pura fosfatidiletanolamina. Folch va mostrar que la quantitat de carboni i d'amines no eren consistents amb la fórmula de Thudichum. Aquesta investigació va conduir a la primera publicació de Folch sobre els lípids al cervell el 1941. Va ser seguit anys després per una sèrie de treballs famosos que mostren que la cefalina no era un lípid únic, sinó més aviat una barreja de tres lípids (fosfatidiletanolamina, fosfatidilserina, i inositol). Jordi Folch va ser el primer a haver dilucidat l'estructura de la fosfatidilserina i posteriorment va aïllar mono-, di- i trifosfoinositides.
El 1944 fou nomenat director del nou Laboratori de Recerca Biològica de l'Hospital McLean, una divisió de l'Hospital General de Massachusetts, i professor ajudant de química biològica a l'Escola Mèdica de Harvard per a desenvolupar un programa de neurociència. El 1945 es va casar amb la jove estudiant Willa Babcock, amb qui va tenir tres fills: Raphael, Diana i Frederic.
La seva filosofia bàsica consisteix que, per a entendre l'estructura química del cervell calia identificar-ne tots els components. Per tant, va desenvolupar els procediments per a l'extracció quantitativa dels lípids cerebrals amb el mètode clàssic d'una barreja de cloroform-metanol i una fase de partició amb l'aigua del que en va resultar l'extracció quantitativa dels teixits lípids i l'eliminació dels contaminants solubles en aigua. Aquest mètode esdevingué un dels treballs més citats de la dècada de 1950. La tècnica que va desenvolupar per a la purificació dels lípids cerebrals encara es coneix com a Folching i és un dels treballs més citats en la història de la bioquímica. Més modernament, les cites han disminuït probablement a causa de la incorporació de la tècnica en el vocabulari comú d'anglès com un verb. "to folch the tissue" per a extreure el teixit com es descriu a J. Folch, M. Lees, and G. H. Sloane Stanley, "A simple method for the isolation and purification of total lipids from animal tissues, J. Biol. Chem. 226, 497-509 (1957).
Folch va tenir èxit amb el seu mètode examinant els canvis en els lípids i les proteïnes del cervell durant el seu desenvolupament o en malalties. El seu mètode ajudà a la identificació de mielina proteolipídica (que es defineix com un nou tipus de lipoproteïna) en la matèria blanca i glicolípids solubles en aigua (coneguts ara com a gangliòsids) en la substància grisa. Fins al final de la seva carrera el seu treball se centrà en la caracterització de proteolípids. El procediment d'aïllament de Folch proporcionà la base per a posteriors estudis de les proteïnes acilatades i dels gangliòsids.
Tot i que la seva bibliografia és breu, Folch es pot considerar com un dels fundadors de la química dels lípids complexos i alhora un líder en el desenvolupament de la neuroquímica. Va ser un dels fundadors de la Societat Americana de Neuroquímica i de la Societat Internacional de Neuroquímica. El 1956 va esdevenir el primer professor de neuroquímica a l'Acadèmia d'Arts i Ciències de la Universitat Harvard. El 1978, va ser elegit membre de l'Acadèmia Nacional de Ciències dels Estats Units. També fou nomenat professor honorari de la Facultat de Medicina de la Universitat de Barcelona, i va ser nomenat Doctor Honoris Causa per la Universitat de Montpeller i per la Universitat de Santiago de Xile. Quan es va jubilar el 1977 fou nomenat professor emèrit de neuroquímica i va continuar actiu com bioquímic d'honor a l'Hospital McLean fins a la seva mort.